# Sân bay Heide-Büsum
Sân bay Heide-Büsum là một sân bay ở Heide, Đức (IATA: HEI, ICAO: EDXB). Sân bay này có 1 đường băng dài 2362 m bề mặt nhựa đường.

## Các hãng hàng không và các tuyến bay
Hiện có các hãng hàng không sau đang hoạt động tại sân bay này:
- Ostfriesische Lufttransport (Helgoland)